# Щупаков Олег Григорович
Олег Григорович Щупаков (нар. 11 січня 1938) — радянський футболіст, нападник та захисник.

## Життєпис
У 1956 році грав за команду КФК «Спартак» (Біла Церква). У 1957-1958 роках виступав у класі «Б» за «Колгоспник» (Полтава). 1959 року розпочав у ЦСКА МО, потім перейшов у СКА (Одеса), де грав до 1963 року. З 1964 року — у «Чорноморці» (Одеса), у 1965 році перейшов у «Зірку» (Кіровоград). Виступав за «Автомобіліст» Одеса (1966), «Старт» Дзержинськ (1967).
Півфіналіст Кубку СРСР 1959/60.
Працював тренером дитячо-юнацьких шкіл Одеси. Серед вихованців — Андрій Телесненко.
Молодший брат Леонід також футболіст.